# Cratere Vasco da Gama
Vasco da Gama è un cratere lunare di 93,52 km situato nella parte nord-occidentale della faccia visibile della Luna.